# Wikipedija na nizozemskom jeziku
Nizozemska Wikipedija je inačica Wikipedije na nizozemskom jeziku. Počela je raditi u ožujku 2001. i ima više od milijun članaka. Po broju članaka se nalazi iza engleske, njemačke i francuske.

## Vanjske poveznice
- nizozemska Wikipedija